# Pilosella caespitosa
Pilosella caespitosa (нечуйвітер судетський як Hieracium sudetorum і нечуйвітер дернистий як Hieracium caespitosum) — вид рослин з родини айстрових (Asteraceae), поширений у Європі, на Кавказі, у Казахстані, Сибіру.

## Опис

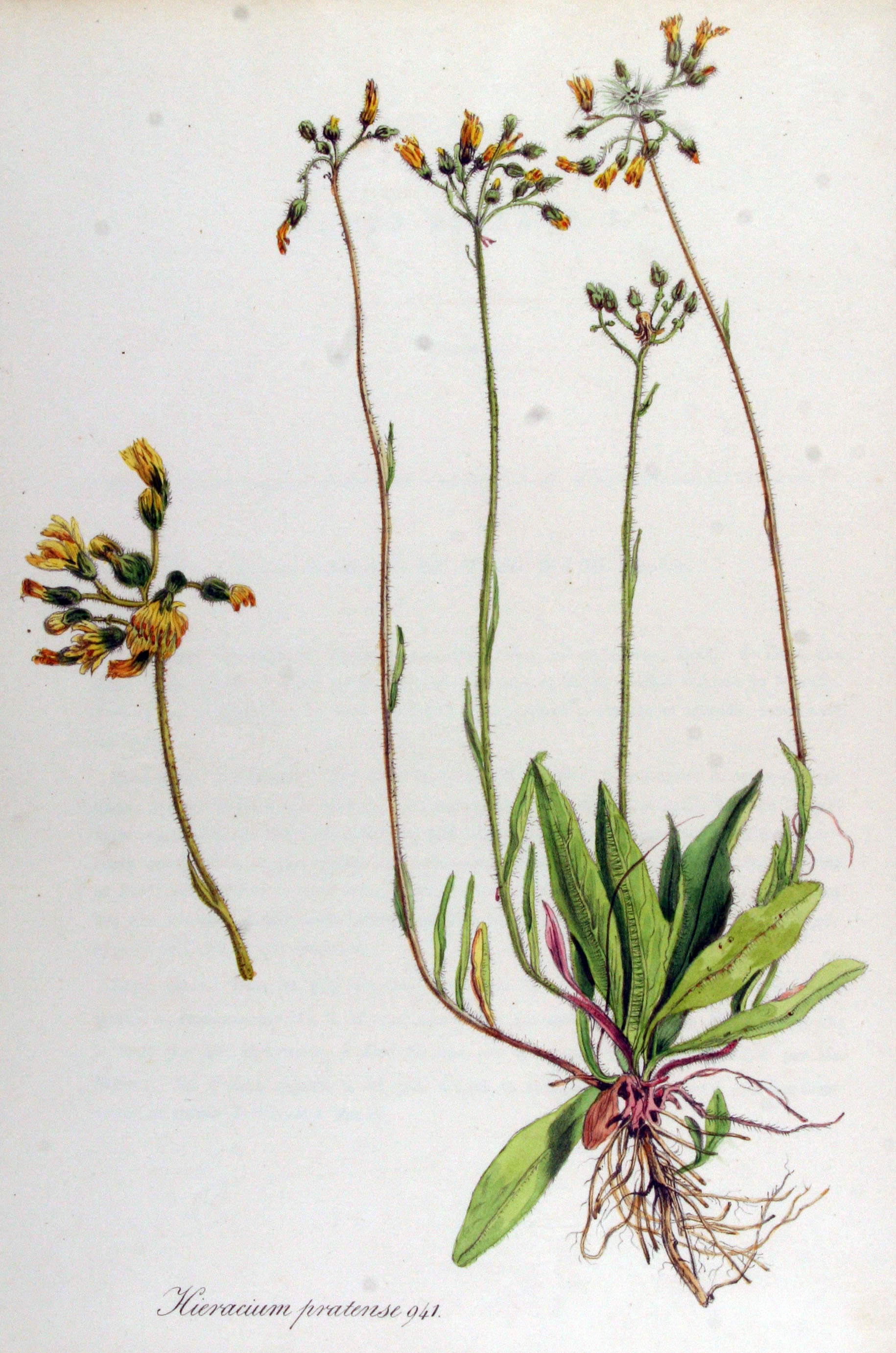
ілюстрація

Рослина 20–75 см. Стебла проксимально волосаті (волоски 1–3+ мм) і залозисті, іноді також зірчасто запушені; дистально волосаті (волоски 1–4+ мм), зірчасто запушені і залозисті. Листки: прикореневих 3–8+, стеблових 0–2(до 5+); листові пластини від обернено ланцетних до ланцетних, 35–120(–180+) × 12–20+ мм, довжина у 2–6(–10+) більша від ширини, краї цілі або зубчасті, верхівки від округлих до гострих, поверхні зазвичай волосаті (волоски 1–3+ мм) і зірчасто запушені, іноді майже гладкі. Плодоніжки волосаті (волоски 1–2.5 мм), зірчасто запушені та залозисті. Кільце прилистків дзвоноподібне, 7.5–9 мм. Квіточки жовті. Плід колоноподібний, 1.5–1.8 мм, папус 4–5(–6) мм.

## Поширення
Поширений у Європі, на Кавказі, у Казахстані, Сибіру; інтродукований на півдні і сході Канади, на півночі і сході США, у Кореї.